# Matthew Real
Matthew Real (Drexel Hill, 10 luglio 1999) è un calciatore statunitense, difensore dei Colorado Springs Switchbacks.

## Caratteristiche tecniche
È un terzino sinistro.

## Carriera

### Nazionale
Nel 2018 con la nazionale Under-20 statunitense ha preso parte al campionato nordamericano Under-20 2018.

## Palmarès
- MLS Supporters' Shield: 1

Philadelphia Union: 2020
- USL Championship: 1

Colorado Springs Switchbacks: 2024